# Pregolskij
Pregolskij, to osiedle (ros.: поселок) w zachodniej części miasta Królewca, położone na północnym brzegu rzeki Pregoły, u jej ujścia do Zalewu Wiślanego, w granicach dzielnicy administracyjnej Rejon Oktjabrski (ros. Oктябpьский район).
Wieś 1673 nosiła nazwę Kasebalg, następnie Kosswalken, należąc do parafii ewangelickiej w Judytach. Nad Pregołą w 1693 elektor brandenburski, późniejszy król pruski, Fryderyk III zbudował rezydencję myśliwską Friedrichshof (proj. Johann Arnold Nering, później przebudowana przez Joachima Ludwiga Schultheißa von Unfried). Podarowana 1719 przez Fryderyka Wilhelma I kuzynowi, Fryderykowi Wilhelmowi księciu Szlezwiku-Holsztyna, nosiła nazwę Holstein, następnie Gross-Holstein, która przejęła także miejscowość, w XX w. włączona w granice Królewca. Przebudowana barokowa rezydencja zachowała się do dzisiaj i jest siedzibą instytutu naukowo-badawczego.